# Manuel Valerio
Manuel Valerio (1º gennaio 1943 – ...) è stato un cestista peruviano.

## Carriera
Con il Perù ha disputato le Olimpiadi del 1964 e i Campionati del mondo del 1967.